# Salvador Marquès i Casademont

Fragment de violí de Salvador Marquès

Salvador Marquès i Casademont (Mataró, 1704-1768) fou un lutier català.
Juntament amb Tomàs i Josep Marquès és fill de Josep Marquès, casat l'any 1697 amb Maria Teresa Casademunt, i pare de Salvador Marquès, a qui va anomenar al seu testament "menor jove guitarrer", ja que va continuar l'ofici del seu pare al carrer de Barcelona (Mataró) a on va morir el 1781.
Al "Llibre dels Mestres Fusters de la Cofraria de Sant Joan", corresponent als anys 1764-1828, apareix que va cotitzar a la cofraria des de l'any 1732 fins al 1768 i consta que fou un dels administradors de la cofraria de Sant Joan entre els anys 1746 i 1747.
Per fragments conservats se sap que Marquès treballà a la segona meitat del segle xviii a Mataró. Al Museu de la Música de Barcelona es conserva un violí que porta l'etiqueta "Salvador Marquès", la construcció d'aquest instrument ens suggereix una escola pròxima a la catalana desenvolupada entre els lutiers de Barcelona del segle xviii. El treball interior és excel·lent, mostra que no fou un simple afeccionat, i la qualitat del vernís és similar a la de peces construïdes per Joan Guillamí.